# Comuna Pohrebeni, Orhei
Comuna Pohrebeni este o comună din raionul Orhei, Republica Moldova. Este formată din satele Pohrebeni (sat-reședință), Izvoare și Șercani.

## Demografie
Conform datelor recensământului din 2014, comuna are o populație de 2.641 de locuitori. La recensământul din 2004 erau 3.004 locuitori.

## Administrație și politică
Componența Consiliului local Pohrebeni (11 consilieri), ales la 5 noiembrie 2023, este următoarea:
|  | Partid                                | Consilieri | Componență | Componență | Componență | Componență | Componență |
|  | ------------------------------------- | ---------- | ---------- | ---------- | ---------- | ---------- | ---------- |
|  | Partidul „Renaștere”                  | 5          |            |            |            |            |            |
|  | Partidul Social Democrat European     | 3          |            |            |            |            |            |
|  | Candidat independent SERGHEI GODOROJA | 1          |            |            |            |            |            |
|  | Partidul Acțiune și Solidaritate      | 2          |            |            |            |            |            |